# (464064) 2014 WU250
(464064) 2014 WU250 es un asteroide perteneciente al cinturón de asteroides, descubierto el 17 de septiembre de 2004 por el equipo Spacewatch desde el Observatorio Nacional de Kitt Peak (Arizona, Estados Unidos).